# Sortowanie szybkie
Sortowanie szybkie (ang. quicksort) – jeden z popularnych algorytmów sortowania działających na zasadzie „dziel i zwyciężaj”.
Sortowanie szybkie (ang. QuickSort) zostało wynalezione w 1962 przez C.A.R. Hoare’a.
Algorytm sortowania szybkiego jest wydajny: jego średnia złożoność obliczeniowa jest rzędu {\displaystyle O(n\log n)}. Ze względu na szybkość i prostotę implementacji jest powszechnie używany. Jego implementacje znajdują się w bibliotekach standardowych wielu środowisk programowania.

## Algorytm
Z tablicy wybiera się element rozdzielający, po czym tablica jest dzielona na dwa fragmenty: do początkowego przenoszone są wszystkie elementy nie większe od rozdzielającego, do końcowego wszystkie większe. Potem sortuje się osobno początkową i końcową część tablicy. Rekursja kończy się, gdy kolejny fragment uzyskany z podziału zawiera pojedynczy element, jako że jednoelementowa tablica nie wymaga sortowania.
Jeśli przez l oznacza się indeks pierwszego, a przez r – ostatniego elementu sortowanego fragmentu tablicy, zaś przez i – indeks elementu, na którym tablica została podzielona, to procedurę sortowania można (w dużym uproszczeniu) przedstawić następującym pseudokodem:
```
  
PROCEDURE
 
Quicksort
(
tablica
,
 
l
,
 
r
)

  
BEGIN

    
IF
 
l
 
<
 
r
 
THEN
 
{ jeśli fragment dłuższy niż 1 element }

      
BEGIN

        
i
 
:=
 
PodzielTablice
(
tablica
,
 
l
,
 
r
)
;
 
{ podziel i zapamiętaj punkt podziału }

        
Quicksort
(
tablica
,
 
l
,
 
i
-
1
)
;
         
{ posortuj lewą część }

        
Quicksort
(
tablica
,
 
i
+
1
,
 
r
)
;
         
{ posortuj prawą część }

      
END

  
END

  
{wybiera element, który ma być użyty do podziału

   i przenosi wszystkie elementy mniejsze na lewo od

   tego elementu, a elementy większe lub równe, na prawo

   od wybranego elementu }

  
PROCEDURE
 
PodzielTablice
(
tablica
,
 
l
,
 
r
)

  
BEGIN

     
indeksPodzialu
 
:=
 
WybierzPunktPodzialu
(
l
,
 
r
)
;
 
{wybierz element, który posłuży do podziału tablicy}

     
wartoscPodzialu
 
:=
 
tablica
[
indeksPodzialu
]
;
 
{zapamiętaj wartość elementu}

     
Zamien
(
tablica
,
 
indeksPodzialu
,
 
r
)
;
 
{przenieś element podziału na koniec tablicy, aby sam nie brał udziału w podziale}

     
aktualnaPozycja
 
:=
 
l
;

     
FOR
 
i
:=
l
 
TO
 
r
-
1
 
DO
 
{iteruj przez wszystkie elementy, jeśli element jest mniejszy niż wartość elementu podziału dodaj go do "lewej" strony}

     
BEGIN

         
IF
 
tablica
[
i
]
 
<
 
wartoscPodzialu
 
THEN

         
BEGIN

             
Zamien
(
tablica
,
 
i
,
 
aktualnaPozycja
)
;

             
aktualnaPozycja
 
:=
 
aktualnaPozycja
 
+
 
1
;

         
END

     
END

     
Zamien
(
tablica
,
 
aktualnaPozycja
,
 
r
)
;
 
{wstaw element podziału we właściwe miejsce}

     
return
 
aktualnaPozycja
;

  
END

  
{ podstawowa implementacja wyboru punktu podziału - wybiera element "środkowy" w tablicy }

  
PROCEDURE
 
WybierzPunktPodzialu
(
l
,
 
r
)

  
BEGIN

     
return
 
l
 
+
 
(
r
-
l
)
 
div
 
2
;

  
END

  
{ zamienia miejscami elementy w komórkach i1, i2 }

  
PROCEDURE
 
Zamien
(
tablica
,
 
i1
,
 
i2
)

  
BEGIN

    
IF
 
i1
<>
i2
 
THEN

    
BEGIN

     
aux
 
:=
 
tablica
[
i1
]
;

     
tablica
[
i1
]
 
:=
 
tablica
[
i2
]
;

     
tablica
[
i2
]
 
:=
 
aux
;

    
END

  
END

```

Właściwe działanie algorytmu wymaga, aby procedura PodzielTablice pozostawiała element rozdzielający na końcu lewej części uzyskanej z podziału. Wówczas element ten znajduje się na swojej ostatecznej pozycji i nie podlega dalszemu przetwarzaniu – rekurencyjne wywołania Quicksort nie obejmują indeksu i. Tym samym do dalszego przetwarzania przekazuje się o jeden element mniej, co gwarantuje zakończenie rekurencji.

## Złożoność
Złożoność algorytmu zależy od wyboru elementu rozdzielającego; jeśli podziały są zrównoważone algorytm jest tak szybki jak sortowanie przez scalanie, czyli {\displaystyle O(n\cdot \log n);} w przeciwnym przypadku może działać tak wolno jak sortowanie przez wstawianie {\displaystyle (O(n^{2})).} Średni czas działania przy losowym wyborze elementu rozdzielającego, dorównuje przypadkowi optymistycznemu.

### Przypadek optymistyczny
W przypadku optymistycznym, jeśli mamy szczęście za każdym razem wybrać medianę z sortowanego fragmentu tablicy, to liczba porównań niezbędnych do uporządkowania n-elementowej tablicy opisana jest rekurencyjnym wzorem
{\displaystyle T(n)=(n-1)+2T\left({\frac {n-1}{2}}\right)}
Dla dużych n:
{\displaystyle T(n)\approx n+2T\left({\frac {n}{2}}\right)}
co daje w rozwiązaniu liczbę porównań (a więc wskaźnik złożoności czasowej):
{\displaystyle T(n)\approx n\log _{2}n}
Równocześnie otrzymuje się minimalne zagnieżdżenie rekursji (czyli głębokość stosu, a co za tym idzie, złożoność pamięciową):
{\displaystyle M(n)\approx \log _{2}n}

### Przypadek przeciętny
W przypadku przeciętnym, to jest dla równomiernego rozkładu prawdopodobieństwa wyboru elementu z tablicy:
{\displaystyle T(n)\approx 2n\ln n\approx 1{,}39n\log _{2}n}
złożoność jest o 39% wyższa niż w przypadku optymistycznym.

### Przypadek pesymistyczny
W przypadku pesymistycznym, jeśli zawsze wybierzemy element najmniejszy (albo największy) w sortowanym fragmencie tablicy, to:
{\displaystyle T(n)=n-1+T(n-1)}
skąd wynika kwadratowa złożoność czasowa:
{\displaystyle T(n)={\frac {n^{2}-n}{2}}\approx {\frac {n^{2}}{2}}}
W tym przypadku otrzymuje się też olbrzymią, liniową złożoność pamięciową:
{\displaystyle M(n)=n-1}

## Usprawnienia algorytmu

### Wybór elementu
Najprostsza, „naiwna” metoda podziału – wybieranie zawsze skrajnego elementu tablicy – dla danych już uporządkowanych daje katastrofalną złożoność {\displaystyle O(n^{2}).} Trywialne na pozór zadanie posortowania posortowanej tablicy okazuje się dla tak zapisanego algorytmu zadaniem skrajnie trudnym. Aby uchronić się przed takim przypadkiem stosuje się najczęściej randomizację wyboru albo wybór „środkowy z trzech”. Pierwszy sposób opiera się na losowaniu elementu rozdzielającego, co sprowadza prawdopodobieństwo zajścia najgorszego przypadku do wartości zaniedbywalnie małych. Drugi sposób polega na wstępnym wyborze trzech elementów z rozpatrywanego fragmentu tablicy, i użyciu jako elementu osiowego tego z trzech, którego wartość leży pomiędzy wartościami pozostałych dwu. Można również uzupełnić algorytm o poszukiwanie przybliżonej mediany (patrz poniżej: Gwarancja złożoności).

### Ograniczenie rekursji
Wysoka wydajność algorytmu sortowania szybkiego predestynuje go do przetwarzania dużych tablic. Takie zastosowanie wymaga jednak zwrócenia szczególnej uwagi na głębokość rekursji. Głębokość rekursji wiąże się bowiem z wykorzystaniem stosu maszynowego.
W najgorszym przypadku, jeśli algorytm będzie dzielił tablicę zawsze na część jednoelementową i resztę, to rekursja osiągnie głębokość {\displaystyle n-1.} Aby temu zapobiec, należy sprawdzać, która część jest krótsza – i tę porządkować najpierw. Z dłuższą zaś nie wchodzić w rekursję, lecz ponownie dzielić na tym samym poziomie wywołania:
```
  
PROCEDURE
 
Quicksort
(
 
l
,
 
r
 
)

  
BEGIN

    
WHILE
 
l
 
<
 
r
 
DO
                 
{ dopóki fragment dłuższy niż 1 element }

    
BEGIN

      
i
 
:=
 
PodzielTablice
(
 
l
,
 
r
 
)
;

      
IF
 
(
i
-
l
)
 
≤
 
(
r
-
i
)
 
THEN
        
{ sprawdź, czy lewa część krótsza }

        
BEGIN
                      
{ TAK? }

          
Quicksort
(
 
l
,
 
i
-
1
 
)
;
     
{ posortuj lewą, krótszą część }

          
l
 
:=
 
i
+
1
                 
{ i kontynuuj dzielenie dłuższej }

        
END

      
ELSE

        
BEGIN
                      
{ NIE }

          
Quicksort
(
 
i
,
 
r
 
)
;
       
{ posortuj prawą, krótszą część }

          
r
 
:=
 
i
-
1
                 
{ i kontynuuj dzielenie dłuższej }

        
END

    
END

  
END

```

Przy takiej organizacji pracy na stosie zawsze pozostają zapamiętane (w zmiennych i, r albo l, i) indeksy ograniczające dłuższą, jeszcze nie posortowaną część tablicy, a wywołanie rekurencyjne zajmuje się częścią krótszą. To znaczy, że na każdym poziomie wywołań algorytm obsługuje fragment będący co najwyżej połową fragmentu z poprzedniego poziomu. Stąd wynika, że poziomów wywołań w najgorszym przypadku nie będzie więcej niż log2n, gdzie n oznacza długość całej tablicy. Zatem usprawnienie to zmienia asymptotyczne wykorzystanie pamięci przez algorytm w pesymistycznym przypadku z {\displaystyle O(n)} do {\displaystyle O(\log n).}

### Quicksort w miejscu
Istnieje modyfikacja czyniąca algorytm quicksort działającym w miejscu. W oryginalnym sortowaniu szybkim używa się rekursji lub stosu (de facto oba sposoby niewiele się różnią – rekursja w uproszczeniu jest niejawnym stosem) do zapamiętywania miejsc podziału. Więc chociaż algorytm w obu wersjach nie korzysta z dodatkowych tablic o rozmiarze zależnym od rozmiaru danych wejściowych, to nie można nazywać go działającym w miejscu, gdyż wysokość, a więc i wymagania pamięciowe wywołań rekursji/stosu są ściśle zależne od rozmiaru danych początkowych.
Załóżmy, że dla sortowanej tablicy A funkcja PodzielTablice(l,p) zwróciła wartość s. W oryginalnym algorytmie quicksort powinno zostać wykonane wywołania Quicksort(l,s-1) i Quicksort(s+1,p). Zamiast tego „zajmujemy się” tylko Quicksort(l,s-1), a pozycje s+1 i p zapamiętujemy w następujący sposób:
- s+1: jest jednoznacznie wyznaczona przez koniec ciągu (l,s-1) → (s+1) = (s-1) + 2
- p: znajdujemy maksimum ciągu (s+1,p) i zamieniamy tę pozycję z pozycją s. Aby odtworzyć pozycję p, wystarczy przeszukiwać ciąg w prawo do znalezienia elementu większego od wartości stojącej na pozycji s. Wtedy indeks elementu o najmniejszej wartości większej od A[s] to p+1.

Metoda ta sprowadza koszt pamięciowy algorytmu do wartości stałej, O(1), wymaga jednak dodatkowego nakładu czasu na wyszukiwanie maksymalnych elementów kolejno sortowanych fragmentów tablicy. Ujmuje więc algorytmowi jego główną zaletę, wpisaną nawet w jego nazwę – szybkość działania.

### Drobne fragmenty
U podstaw kolejnego usprawnienia leży spostrzeżenie, że około połowa wszystkich rekurencyjnych wywołań procedury dotyczy jednoelementowych fragmentów tablicy – a więc fragmentów z definicji posortowanych. Co więcej, po wliczeniu dodatkowej pracy potrzebnej na wybór elementu dzielącego i zorganizowanie pętli dzielącej tablicę okazuje się, że sortowanie tablic nawet kilkuelementowych algorytmem quicksort jest bardziej pracochłonne niż jakimś algorytmem prostym, na przykład przez wstawianie.
Warto więc zaniechać dalszych podziałów, gdy uzyskane fragmenty staną się dostatecznie krótkie – rzędu kilku lub kilkunastu elementów. Otrzymuje się w wyniku tablicę „prawie posortowaną”, w której większość elementów może nie znajduje się na właściwych miejscach, ale są blisko właściwych miejsc. Taką tablicę ostatecznie sortuje się algorytmem wstawiania, który bardzo efektywnie radzi sobie z tego rodzaju danymi. Jak pokazuje praktyka, wybór granicznej długości fragmentu (progu „odcięcia” rekursji, ang. cutoff) nie wymaga szczególnych rygorów – algorytm działa niemal równie dobrze dla wartości od 5 do 25. W większości zastosowań pozwala to osiągnąć oszczędność łącznego czasu wykonania rzędu 20%.

### Gwarancja złożoności
Pomimo wszelkich usprawnień, pozostaje jednak, zazwyczaj znikome, prawdopodobieństwo zajścia przypadku pesymistycznego, w którym złożoność czasowa wynosi {\displaystyle O(n^{2}).} Jeśli chcemy mieć pewność wykonania sortowania w czasie nie dłuższym niż {\displaystyle O(n\log _{2}n),} należy uzupełnić algorytm o poszukiwanie przybliżonej mediany, czyli elementu dzielącego posortowaną tablicę na tyle dobrze, że pesymistyczne oszacowanie złożoności zrówna się z optymistycznym.
Jeżeli prawdopodobieństwo wystąpienia przypadku pesymistycznego w praktyce jest duże, to można skorzystać ze specjalnych algorytmów znajdowania dobrej mediany. Niestety algorytmy te mają dość dużą złożoność, dlatego w takiej sytuacji należy też rozważyć skorzystanie z innych algorytmów sortowania, takich jak np. sortowanie przez kopcowanie (ang. heap sort), sortowanie pozycyjne (radix sort), czy sortowanie przez scalanie (mergesort).

## Przykładowe implementacje
- Przykładowe implementacje sortowania szybkiego na Wikibooks